# Город и звёзды
«Город и звёзды» (англ. The City and the Stars) — научно-фантастический роман британского писателя-фантаста Артура Кларка, опубликованный в 1956 году. Основан на ранней повести Кларка «Да не настанет ночь» (англ. Against the Fall of Night), опубликованной в журнале Startling Stories в 1948 году, после того, как редактор Astounding Science-Fiction Джон Вуд Кэмпбелл-младший, по словам Кларка, отверг её. Книги существенно отличаются по содержанию, хотя основной сюжет и идейное наполнение принципиально не изменились при переработке повести в роман. В предисловии к одному из сборников Кларк рассказал анекдот о психиатре и пациенте, которые признались, что однажды обсуждали его на терапии, не понимая в то время, что один прочитал основной роман, а другой раннюю повесть. 
В предисловии к самому роману Кларк писал, что к переработке повести его подтолкнул прогресс науки, особенно в информационных технологиях, из-за чего идеи из неё стали выглядеть довольно наивными.

## Сюжет
Древний город Диаспар, накрытый куполом из прозрачного и твёрдого материала, на протяжении уже сотен миллионов лет возвышается среди сплошной пустыни стареющей Земли: когда Империя приближалась к своему закату, неведомые гении придали городу новую форму и снабдили машинами, которые сделали его бессмертным. Человек собрал здесь все плоды своего гения, всё, что было спасено им из-под руин прошлого. Всё мастерство, всё художественное дарование Империи воплотилось в строительстве города. Всё могло кануть в небытие, но Диаспар должен был существовать вечно.
Численность населения города стабильно поддерживалась на уровне десяти миллионов человек. В течение всей своей неимоверно долгой жизни жители города никогда не испытывали скуки. Они не добились ничего, кроме выживания, но были вполне этим удовлетворены. Существовали миллионы дел, чтобы занять их жизни между моментом, когда, уже почти взрослые, они выходили из Зала Творения, и тем часом спустя тысячу лет, когда — едва ли постарев — они возвращались в городские Хранилища Памяти и перебирают свои воспоминания, чтобы через ещё более длительный срок снова ожить во плоти. В мире, где все мужчины и женщины обладали интеллектом, которые в прежние времена поставил бы их на одну доску с гениями, опасность заскучать просто не существовала. Жителям Диаспара безразлично, что происходит в остальном мире, ведь их жизнь течёт ровно и размеренно.
Однако Олвину такая жизнь не интересна, ему хочется узнать, что находится за пределами города. От наставника Джизирака и своих опекунов он узнаёт, что является Неповторимым, то есть не жил ранее в городе и не имеет воспоминаний от предыдущих жизней. Он сосредотачивается на поиске выхода из Диаспара, в этом ему начинает помогать шут Хедрон, которого привлекает всё необычное в жизни города. С его помощью Олвин находит вход в скрытую подземную транспортную систему, по которой отправляется к единственному оставшемуся пункту назначения — в некий Лиз.
Прибыв в Лиз, он находит там не такой же город, а целую зелёную страну в окружении гор, где среди дикой природы разбросаны мелкие человеческие поселения. Местные жители живут лишь короткий срок и размножаются природным способом, а также владеют практически забытой в Диаспаре телепатией. Олвина встречают дружелюбно, однако предупреждают, что если он захочет вернуться, то только с очищенной памятью, так как не хотят, чтобы в городе узнали о существовании этой отдельной культуры. Обдумывая дальнейшие действия, он исследует Лиз вместе с гидом Хилваром, во время похода по незаселённым землям они натыкаются на образец странной инопланетной жизни — коллективного полипа — и молчаливого трёхглазого робота, способного свободно левитировать. Эти необычные чужаки оказались последними адептами древнего культа, и Олвину удалось убедить полипа приказать роботу присоединиться к его походу. С помощью робота, неподвластного телепатическому контролю старейшин Лиза, ему в решающий момент удалось сбежать обратно в Диаспар, сохранив все свои воспоминания.
В городе Олвин застаёт некоторый переполох, вызванный его таинственным исчезновением. Он рассказал городскому Совету о своих приключениях, и Совет принял аналогичное решение не вести контактов с чуждым Лизом, ибо не желал никаких перемен. У Олвина, однако, на это были свои планы, при помощи Центрального Компьютера он снял с трёхглазого робота блокировку, что позволило выведать у того всю нужную информацию.
Робот поднял из-под песков на погребённом пустыней космодроме Диаспара старый космический корабль, на котором в давние времена прилетел на Землю, и Олвин, захватив по пути в Лизе Хилвара, отправился на нём в космическое путешествие к необычному созвездию Семи Солнц. На планетах этого явно искусственного созвездия, которое раньше, вероятно, было центром галактической администрации, странники застали лишь запустение и руины древней величественной цивилизации. Внезапно они вступают в телепатический контакт с неизвестным разумом, который представился Вэйнамондом. Вместе с ним они возвращаются на Землю, и лучшие телепаты Лиза начинают исследовать этот бесплотный разум, что позволяет пролить свет на ранее забытые страницы человеческой истории.
Вэйнамонд оказался второй попыткой древней империи создать чистый разум, существо с чистым интеллектом, безмерно старое, невероятно мощное, способное мгновенно перемещаться в любую точку пространства — но совершенно детское и бесхитростное. Первая попытка привела к появлению Безумного Разума, которого ценой невероятных усилий удалось заточить в Чёрном солнце на окраине галактики. После этого большая часть Галактической Империи покинула нашу галактику, оставив её Вэйнамонду и немногочисленным оставшимся дома, которые не захотели покидать свои родные миры. Произошло это из-за того, что был установлен контакт с «очень странным и обладающим необычайным величием» разумным внеземным видом, который призвал присоединиться к нему на другом конце Космоса.
Открытия Олвина воссоединяют Диаспар с Лизом. Затем он отправляет корабль под управлением робота на поиски давно потерянных цивилизаций Империи. Он надеется, что когда кто-то получит эту весть, человечество на Земле уже возродит своё прежнее величие, и планирует участвовать в этом возрождении сам.

## Основные персонажи
- Олвин[5]  — главный герой, двадцатилетний юноша из Диаспара. Неповторимый, то есть появился в Диаспаре в первый раз и не имеет воспоминаний из прошлых жизней. Как и предыдущие Неповторимые, обладает непреодолимым желанием выйти за пределы города.
- Джизирак — наставник Олвина.
- Хедрон — диаспарский Шут, в обязанности которого входит вносить небольшое разнообразие в размеренную жизнь города. Знает о структуре Диаспара больше, чем остальные жители, поэтому именно он помог Олвину вырваться из города.
- Алистра — девушка Олвина, к которой он, впрочем, потерял интерес после путешествия в Лиз. Первой обратила внимание на отсутствие Олвина в городе.
- Сирэйнис — старейшина Лиза.
- Хилвар — сын Сирэйнис и друг Олвина, сопровождал последнего в его путешествиях по Лизу и к Семи Солнцам.
- Безумный Разум — первая попытка учёных Галактической империи создать чистый разум, интеллект без физической оболочки. Однако он оказался неумолимо враждебен любому веществу, поэтому огромными усилиями его пришлось запереть в Чёрном солнце — искусственно созданной звезде на окраине галактики.
- Вэйнамонд — результат второй попытки создать чистый разум, более удачный. Вэйнамонд обладает огромными знаниями и возможностями, однако он ещё незрел и неразвит, практически ребёнок.

## Символизм произведения
Персонажи и события из книги часто соотносятся с определёнными сторонами человеческого характера или временем перемен. Так, Олвин является символом человеческого стремления к познанию всего нового; Джизирак олицетворяет одномоментные мудрость и страх перед переменами, который испытывают большинство жителей Диаспара. Хедрон же символизирует безответственность и страх, о чём свидетельствует его бегство от реальности обратно в Хранилища памяти.
В конце книги, когда Олвин смотрит на Землю из космоса в последний раз, он смотрит на Северный полюс сверху и видит одновременно закат с одной стороны Земли и восход на другой стороне мира. Это показывает, что хоть одна эпоха человечества закончилась, новый рассвет уже начинается и однажды Человек снова двинется по тропе к звёздам, которую он уже избрал.